# Endogonopsis
Endogonopsis är ett släkte av svampar. Endogonopsis ingår i familjen Diplocystidiaceae, ordningen Boletales, klassen Agaricomycetes, divisionen basidiesvampar och riket svampar.
|              | Astraeus                                      |
|              |                                               |
| Endogonopsis | \| \| Endogonopsis sacramentarium \| \| \| \| |
|              | \| \| Endogonopsis sacramentarium \| \| \| \| |
|              | Tremellogaster                                |
|              |                                               |
|              | Diplocystis                                   |
|              |                                               |
|              | Diploderma                                    |
|              |                                               |
|              | Endogonopsis sacramentarium                   |
|              |                                               |

|  | Endogonopsis sacramentarium |
|  |                             |